# Кушайлы
Кушайлы — деревня в Саргатском районе Омской области. В составе Саргатского городского поселения.

## История
В 1928 г. состояла из 29 хозяйств, основное население — русские. В составе Поселково-Саргатского сельсовета Саргатского района Омского округа Сибирского края.

## Население
| 1926 | 2010 |
| ---- | ---- |
| 163  | ↘59  |